# Alberto Carvacho Bravo
Alberto Carvacho Bravo (Santiago, 4 de agosto de 1935-Contuy, 28 de junio de 2017) fue un ingeniero agrónomo chileno, director del Museo Nacional de Historia Natural de Chile entre 1996 y 1999.

## Formación
Se formó como ingeniero agrónomo en la Universidad de Concepción, además fue doctor en ciencias naturales de la Universidad Pierre et Marie Curie (París VI) de Francia. Desarrolló una carrera de investigación en la Universidad de Chile, donde fue investigador agregado. Asimismo fue attaché de recherche del Museo de Historia Natural de París, maestro investigador de la Escuela Superior de Ciencias Marinas de la Universidad Autónoma de Baja California, México, también fue nombrado científico invitado al Instituto Oceanológico, Academia de Ciencias de Cuba, entre otros logros.

## Labor en el MNHN
Los primeros recuerdos de Alberto Carvacho del Museo Nacional de Historia Natural son de los años 1940, cuando su padre lo llevaba de visita desde Angol. Posteriormente, cuando fue estudiante universitario de agronomía, le fue encargada la limpieza de los animales coleccionados por Carlos E. Porter. Ahí trabó contacto con el hidrobiólogo Nibaldo Bahamonde. Alberto Carvacho se desempeñaba en SINERGOS cuando fue designado director del MNHN, sucediendo en el cargo a Luis Capurro.